# 1956 Artek
Artek (asteroide 1956) é um asteroide da cintura principal, a 2,9071743 UA. Possui uma excentricidade de 0,0943938 e um período orbital de 2 100,83 dias (5,75 anos).
Artek tem uma velocidade orbital média de 16,62366945 km/s e uma inclinação de 1,48155º.
Esse asteroide foi descoberto em 8 de Outubro de 1969 por Lyudmila Chernykh.